# الإمبراطور يونغلي
يعد الإمبراطور يونغلي (Yongle Emperor) (وفي اللغة الصينية التقليدية: 永樂帝؛ الصينية المبسطة: 永乐帝؛ وفقًا لنظام بينيين: (pinyin) يعني يونجليدي (Yǒnglèdì)؛ وباستخدام نظام ويد-جيلز: (Wade-Giles) يعني يونج-لو تي (Yung-lo ti)؛) (المولود في 2 من مايو 1360م – والمتوفى في 12 من أغسطس 1424م)، (واسمه الشخصي: ذو دي Zhu Di)(朱棣)، الإمبراطور الثالث لأسرة مينغ بالصين، والذي تولى الحكم من 1402م وحتى 1424م. ويعني اسم العصر الصيني الخاص به يونغلي «السعادة الأبدية».
حيث كان أمير يان (燕王)، التي تمتلك قاعدة عسكرية قوية في بكين. ثم أصبح معروفًا بتشينجذو (Chengzu) أسرة مينغ (明成祖 وتُكتب أيضًا Cheng Zu أو Ch'eng Tsu (Cheng Tsu) في نظام ويد-جيلز) بعد أن أصبح إمبراطورًا. وأصبح إمبراطورًا من خلال تآمره للاستيلاء على العرش، وهو ما جاء مخالفًا لرغبات الإمبراطور هونج وو (Hongwu Emperor).
ثم قام بنقل العاصمة من نانجينغ (Nanjing) إلى بكين حيث ظلت عاصمةً على مدار الأجيال التالية، كما قام بتشييد المدينة المحرمة هناك خلال الفترة ما بين عام 1406م وحتى عام 1420م. وبعد تدميرها وهجرها خلال فترة حكم أسرة يوان وحكم هونج وو، قام الإمبراطور يونغلي بترميم وإعادة فتح قناة الصين الكبرى حتى يتمكن من تقديم الدعم لعاصمة بكين الجديدة في الشمال مع المحافظة على التدفق المستمر والثابت للبضائع وإمدادات الطعام الجنوبية. وقام بتفويض البحار تشنغ خه (Zheng He) في معظم الرحلات البحرية الاستكشافية. وخلال فترة حكمه اكتملت موسوعة يونغلي التذكارية. وعلى الرغم من معارضة والده ذو يوانذهانج (Zhu Yuanzhang) لهذا النظام عندما كان إمبراطورًا، إلا أن يونغلي أيّد نظام اختبارات الخدمة المدنية لتعيين مسؤولي الحكومة المتعلمين بدلاً من اتّباع النظام البسيط للتزكية والتعيين.
إبان عصر الإمبراطور يونغلي تم تشييد التلة الاصطناعية لمنتزه جينغشان البالغ ارتفاعها 45.7 متر (150 قدمًا) بالكامل من التربة التي تم حفرها في تشكيل خنادق القصر الإمبراطوري والقنوات المجاورة. بالإضافة إلى بناء بوابة الصين التي أصبحت تعرف بضريح ماو تسي تونغ.
دُفن الإمبراطور يونغلي في تشانجلينج (長陵، «ضريح شاهق الارتفاع»)، وهي تعد أكبر ضريح مركزي لمقابر أسرة مينغ.

## نشأته
نشأ تشـو دي (بالصينية: 朱棣) كأمير في بيئة محبة، حيث وجد الكثير من الرعاية والاهتمام، كما حصل في نشأته الأولى على أفضل تربية وأحسن تأديب، لذا فقد كان لهذه التربية أثرها في صنع شخصيته فيما بعد، وتذكر بعض الروايات أن تشـو دي حصل على أفضل تعليم عام من العلماء البارزين والرهبان البوذيين في عصره، كما تم تدريبه من التدريب العسكري والتأهيل القيادي في وقت مبكر من عمره لذا فقد بدأ في إظهار القيادة العسكرية منذ وقت مبكر، وذلك بتوجيه من الجنرالات الأوائل في أسرة مينغ وخاصة شـو دا (1332-1385) الذي علّمه الكثير من المهارات بشكل أكثر فعالية.
في سن مبكرة من عمر تشـودي تم منحه أمير مقاطعة يان مع عاصمته بيبينغ Beiping (بكين الحديثة)، وذلك في شهر مايو من عام 1370، وكان ذلك وسط الصراع المستمر لأسرة مينغ ضد المغول في شمال اليوان، ومنذ ذلك الحين لُقّب رسمياً بأمير يان أو ملك يان. وعليه فإن تعيين تشـو دي أميراً كان في سن مبكرة من عمره حيث كان يبلغ 10 سنوات فقط في ذلك الوقت، ولكنه لم يذهب إلى بكين لممارسة عمله إلّا عندما أصبح بالغاً، وكان ذلك في أبريل 1380، كما أنه في سن 16 تزوج من ابنة الجنرال شـو دا البالغة من العمر 14 عاماً. ومما لا شك فيه أن الإمبراطور هونغ وو وثق بابنه تشـو دي دون غيره من أبنائه وهذا يتضح في أنه ولاّه موقع مهم وحساس، وهو إمارة يان التي كانت تمثل المعقل والعاصمة المغولية السابقة لأسرة يوان، وكذلك كانت يان الخط الأمامي للمعارك في المناطق الشمالية.

## اعتلاؤه الحكم
كان للإمبراطور هونغ وو والده عدد من الأبناء ولم يكن تشو دي أكبرهم سناً، وحسب التعاليم الكونفوشيوسية آنذاك أن يقوم الأمبراطور بتنصيب ابنه الأكبر كولي للعهد، فقام هونغ وو على مضض بتعيين ابنه تشو بياو وهو أخو تشو دي الأكبر مع أن الإمبراطور لم يكن راضيًا بذلك لأنه شخصية ضعيفة، ولكنه كان مجبراً وفقا لنظام السيادة الإقطاعية، وفي عام 1392 توفي تشو بياو أخو تشو دي الأكبر فجأة بسبب مرض فتعين على الإمبراطور هونغ وو اختيار خليفة جديد لولاية العهد فقام باختيار الابن الثاني له ليتوفى لاحقاً أيضًا وبذلك وقع الاختيار على ابنه المراهق تشو وين أوين تماشياً مع التقاليد الإقطاعية.
وعندما توفي الإمبراطور الأول هونغ وو في 24 يونيو عام 1398، نجح ابن اخ تشـو دي المراهق تشو وين اوين كإمبراطور جيان ون، وعندما علم تشـو دي بوفاة والده الإمبراطور في العاصمة نانجينغ، غادر عاصمة إقليم بكين واتجه إلى العاصمة نانجينغ للمشاركة في مراسم التشييع مصطحبا معه جيشا كبيراً، إلا أن إمبراطور جيان ون منعه من ذلك أو من دخول العاصمة فعاد إلى بكين خوفاً على أبنائه الثلاثة الذين كانوا رهائن في العاصمة نانجينغ، لذا فكانت هذه من الأسباب القوية التي سيتخذ منها تشـو دي مبرراً للانقلاب على الإمبراطور جيان ون خصوصاً بعد أن بدأ الإمبراطور الجديد القيام بعمليات تطهير للتخلص من المنافسين والمناهضين لأسلوب حكمه لتثبيت قدميه كإمبراطور فحكم على العديد من المقربين إما بالإعدام أو النفي أو السجن وكان منهم أعمامه أخوان ملك يان تشـو دي فشعر بضرورة التصدي لذلك قبل أن يأتيه الدور.
وبعد أن استطاع تشودي من استرجاع أبنائه من نانجينغ بالحيلة والذكاء في يونيو 1399م، بدأ بالتجهز للقيام بحملاته العسكرية على الإمبراطور وكانت قضية إلقاء القبض على اثنين من المسؤولين الذين ينتمون إلى إقطاع تشـو دي في من قبل الإمبراطور وإعدامهم بمثابة الفرصة التي اغتنمها تشـو دي لإعلان الحرب وبدء الحملات العسكرية التي استمرت إلى نحو ثلاث سنوات من كر وفر إلى أن أصبح تشـو دي وجيشه على قدر كافٍ من الدراية والقدرة لتجنب هجمات الجيش الإمبراطوري الأمر الذي رجح كفته، حيث تسبب ذلك في اضطرابات وخيانات داخل الجيش الإمبراطوري فتمكنت قوات تشـو دي من الانتصار. فدخلت نانجينغ في 13 من مايو عام 1402 وسط اضطراب وفوضى واشتعلت النيران في القصر الإمبراطوري بسرعة، وبعد هذه الهزيمة اختفى الإمبراطور جيان ون فتضاربت الآراء حول اختفائه، فقيل إنه مات في قصره محروقاً، وقيل أنه هرب عبر أنفاق القصر، وأعلن تشـو دي نفسه إمبراطوراً وكان ذلك في 17 يوليو 1402 م، وكافأ أبطال معارك جينان على نطاق واسع.

## إجراءاته الإدارية
كان للإمبراطور تشو دي الدور الكبير منذ توليه العرش في العام 1402 وحتى وفاته عام 1424، سواء كان هذا الدور في الجانب السياسي، أو الإداري، أو الاقتصادي وحتى العمراني، فقد استطاع أن يبسط نفوذه على مناطق الصين، كما وبسط نفوذه وسيادته على بحر الصين، وكوّن إمبراطورية كان لها من الثقل السياسي على المستوى الإقليمي والحضور العالمي ما ليس له نظير في بقية مدد حكم الدول والإمبراطوريات السابقة واللاحقة له.

### أولاً: تحقيق الوحدة الوطنية
عندما اعتلى الإمبراطور تشودي العرش أعلن فكرته القائمة على أساس أن قومية هان والقوميات الأخرى أسرة واحدة لا فرق بينهم، ولتطبيق هذه الفكرة بادر بإرسال المبعوثين إلى عدد من القوميات المنتشرة في المناطق الشمالية والغربية بهدف إقامة العلاقات الودية معها، كما أوقف القتال بين القبائل الصينية المختلفة وأعاد تنظيم الأقاليم لتوفير السلام داخل إمبراطورية مينغ.، كما وعمل على سياسة التقارب الديني فكان لا يميز أو ينحاز بين أي من الديانات حيث نجده يساوي الطاوية والكنفوشيوسية والبوذية، ومنهجه المتعادل ساعده على كسب دعم الشعب وتوحيد الصين، وأمر تشودي ببناء العديد من المساجد وترميم وإصلاح المساجد القديمة ولم يسمح بتحويل المساجد إلى أي استخدام آخر.

### ثانياً: تنظيم الإدارة المدنية
تمثل دور الإمبراطور تشودي بإجراء بعض التعديلات على سياسات كل من الإمبراطور هونغ وو والإمبراطور جيان ون، وطرح مبدأ واسع ومعتدل للقاعدة الإدارية، واستخدم نظام الفحص الإمبراطوري، وقام بتحرير الكتب لكسب العلماء، كما دفع بعجلة التنمية فأرست التنمية أساس الفكر والتنظيم، كما كانت مهمته الأولى استعادة نظام والده هونغ وو الذي تم تعطيل الكثير منه أثناء فترة حكم الإمبراطور جيان ون، كما أراد إعادة تنظيمه بشكل مبتكر لتصحيح الأخطاء من العصر السابق والتكيف مع الاحتياجات المتغيرة، فتمثلت الخطوة الأولى بتشكيل الحكومة الجديدة لجعلها جسرا بين الإمبراطور والمسؤولين كي تلعب دورا في عملية التنظيم الإداري، لذا عمل على إعادة مجلس الوزراء، الذي كان الإمبراطور هونغ وو قد ألغاه من قبل.

## إنجازاته المعمارية
تشير كتب التاريخ إلى أن عهد الإمبراطور تشودي كان من أزهى عصور التاريخ الصيني في فن العمارة، إذ ترك آثاراً معمارية بارزة ظلت باقية على مر الزمن. فقد مثل عهد الإمبراطور تشودي قمة النهضة المعمارية، وكان من أهم المنشآت المعمارية الشهيرة في عهده:

### المدينة المحرمة
كان أحد المساهمات الدائمة للتاريخ الصيني الذي قدمه الإمبراطور تشودي هو بناء المدينة المحرمة في قلب بكين، والتي تمتعت بإتقان هندسي فريد من نوعه في تاريخ الفن المعماري العالمي. وقد بنيت هذه المدينة كمقر إمبراطوري، وهي معروفة في الصينية باسم (المدينة المحرمة الأرجوانية)، وقد بدأت عملية بنائها في عام 1407، حيث شارك الآلاف من العمال في عملية تشييدها خلال مدة 14 عاما. وقد تكونت القصور الإمبراطورية وعدد من المباني التابعة لهذه القصور سواء كانت مباني إدارية أو سكن للخدم والحراسات، وإلى جانب هذه المباني كانت هناك الساحات المفتوحة والأجنحة وحدائق الزينة والقنوات والجسور والمعابد. وفي وسط المدينة يقع القصر الإمبراطوري، وهو مقر إقامة الأباطرة من أسرتي مينغ وتسينغ.

### القناة الكبرى
تُعدُّ القناة الكبرى واحدة من أبرز مواقع التراث العالمي لليونسكو، كما تُعد أطول وأقدم قناة أو نهر صناعي في العالم، وتمتد هذه القناة ابتداء من بكين وتمر عبر تيانجين ومقاطعات شاندونغ، وجيانغسو وتشجيانغ إلى مدينة هانغتشو وتربط النهر الأصفر بنهر اليانغتسى. ويعود تاريخ أقدم أجزاء القناة إلى القرن الخامس قبل الميلاد. وقد تعرضت القناة للانهيار، فأعيد تجديدها بين عامي 1411 - 1415 في عهد الإمبراطور تشودي. ويبلغ الطول الإجمالي للقناة 1 ،776 كيلومترا (1104) ميل)، وأعلى ارتفاع لها في جبال شاندونغ في قمة 42م (138 قدما)، وقد كانت السفن تمر في القنوات الصينية بدون صعوبة في الوصول إلى ارتفاعات بعد اختراع قفل الجنيه في القرن العاشر خلال أسرة سونغ 960 - 1279 ، من قبل المسؤول الحكومي والمهندس تشياو وييوي.

### اسكتمال بعض الجوانب المعمارية لسور الصين العظيم
ساهمت أسرة مينغ في مد السور وتدعيمه في عهد الإمبراطور تشودي، حيث تم استبدال الأجزاء التي بنيت بالطين ببناء الطوب، وبلغ طول البناء النهائي الذي شيده الإمبراطور تشودي 6000 كم، كما بذل جهوداً في استكمال السور الدفاعي عن طريق بناء الأبراج. فقد بلغت الأبراج التي بنيت في عصر أسرة مينغ 1316 برجا.

## روابط خارجية
- الإمبراطور يونغلي على موقع الموسوعة البريطانية (الإنجليزية)